# Johann Georg von der Groeben
Johann Georg von der Groeben, auch George, (* 16. Januar 1709; † 10. Februar 1777) war ein preußischer Landrat im Kreis Rastenburg.

## Leben

### Herkunft und Familie
Johann Georg war Angehöriger des preußischen Adelsgeschlechts von der Groeben. Seine Eltern waren der preußische General und Forschungsreisende Otto Friedrich von der Groeben (1657–1728) und dessen zweite Gattin Helene Maria, geborene Gräfin Truchsess von Waldburg (1681–1710). Er vermählte sich 1730 mit Gertrud Gottliebe von Troschke (1706–1776). Aus der Ehe gingen zahlreiche Kinder hervor, darunter der 1786 in den Grafenstand erhobene Majoratsherr auf Ponarien Ernst Wolfgang von der Groeben (1740–1818) und Regina Amalia von der Gröben, vermählte Landrätin Wilhelm Boguslaw von Gottberg (1731–1804).

### Werdegang
Groeben verfolgte zunächst eine Offizierslaufbahn in der preußischen Armee, von der er nach neun Jahren seinen Abschied als Leutnant erhielt. Er zog sich auf seinen umfangreichen preußischen Güterbesitz mit Hauptsitz zu Launingken im Kreis Angerapp und einem Wert von 6.333 Talern zurück. 1757 wurde er, als Nachfolger seines Vetters Friedrich Gottfried von der Groeben (1726–1799), Landrat im Kreis Rastenburg. In diesem Amt folgte ihm nach seinem Tod Friedrich Leopold von der Goltz (1732–1787) nach. Er galt als ein geschickter und fleißiger Beamter.
Er war ebenfalls Justizdirektor und seit 25. Oktober 1766 Wirklicher Geheimer Etatsrat, Obermarschall des Königreichs Preußen, Mitglied der preußischen Regierung, Präsident des preußischen Konsistoriums sowie Direktor des Königsberger Waisenhauses.
Groeben war 1777 Erbherr auf Limbsee im Kreis Rosenberg, Launingken, Arenstein, Eschergallen und Jantecken im Kreis Heiligenbeil, sowie Tolksdorf im Kreis Rastenburg.